# قلعه‌کند

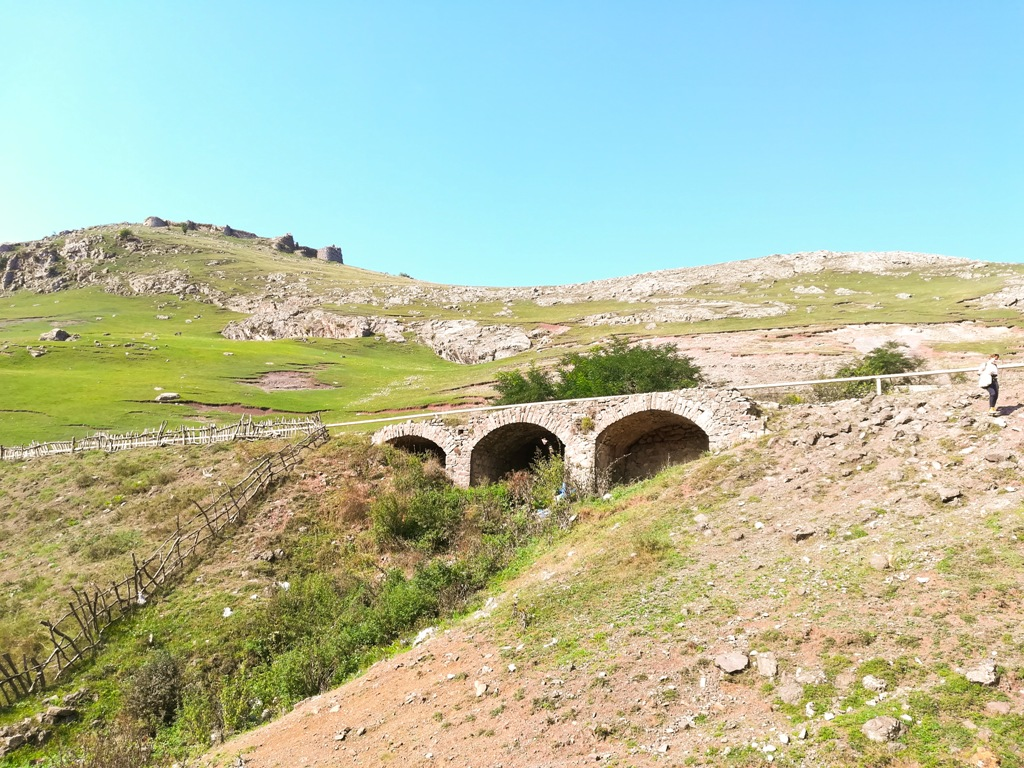
پل قلعه‌کند، یک بنای یادبود.

قلعه‌کند (به لاتین: Qalakənd) یک منطقه مسکونی در جمهوری آذربایجان است که در شهرستان گدابیگ واقع شده است. قلعه‌کند ۱۷۴ نفر جمعیت دارد.